# Mathematisches Forschungsinstitut Oberwolfach

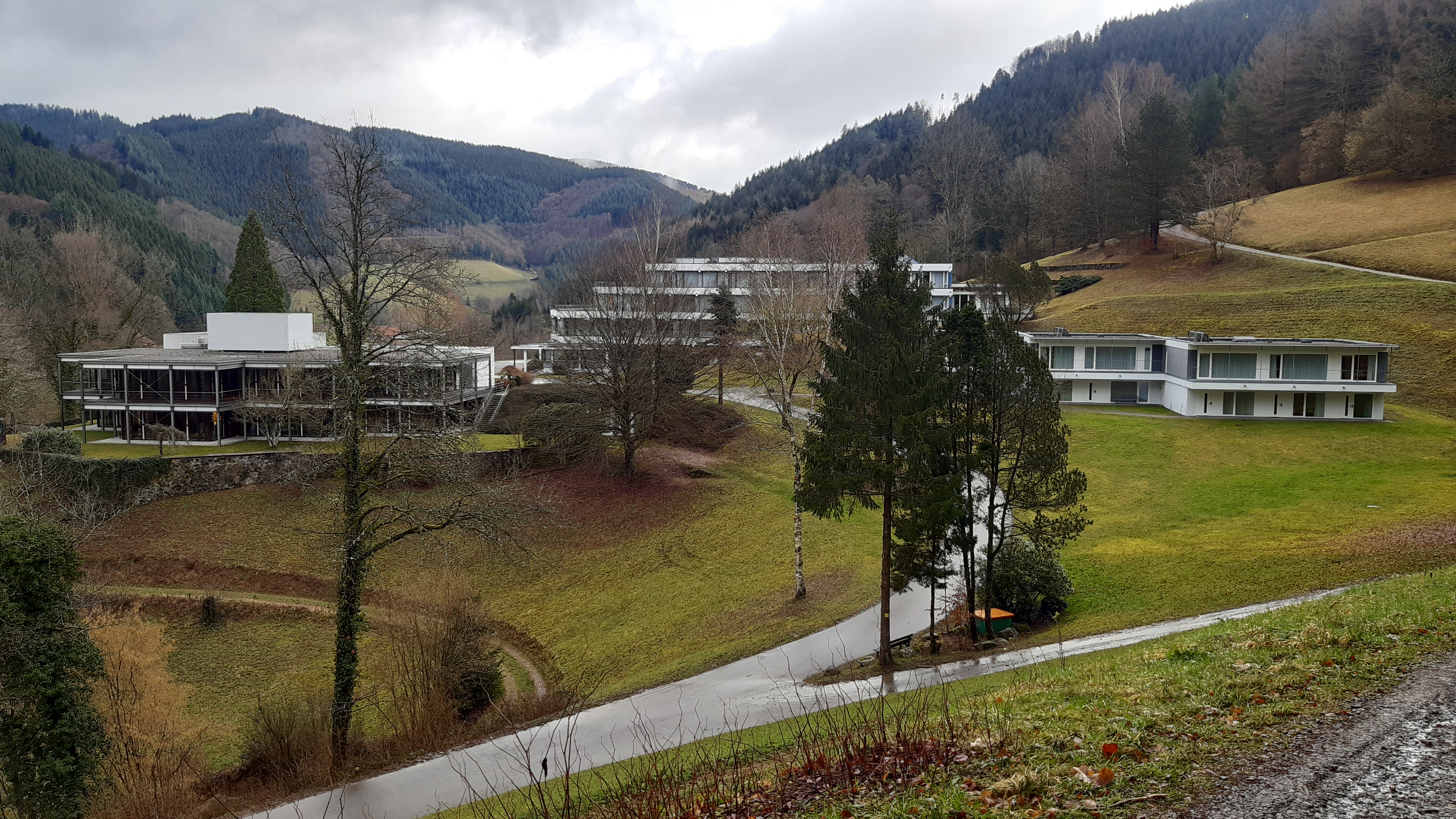
Hauptgebäude, Bibliothek und Bungalows

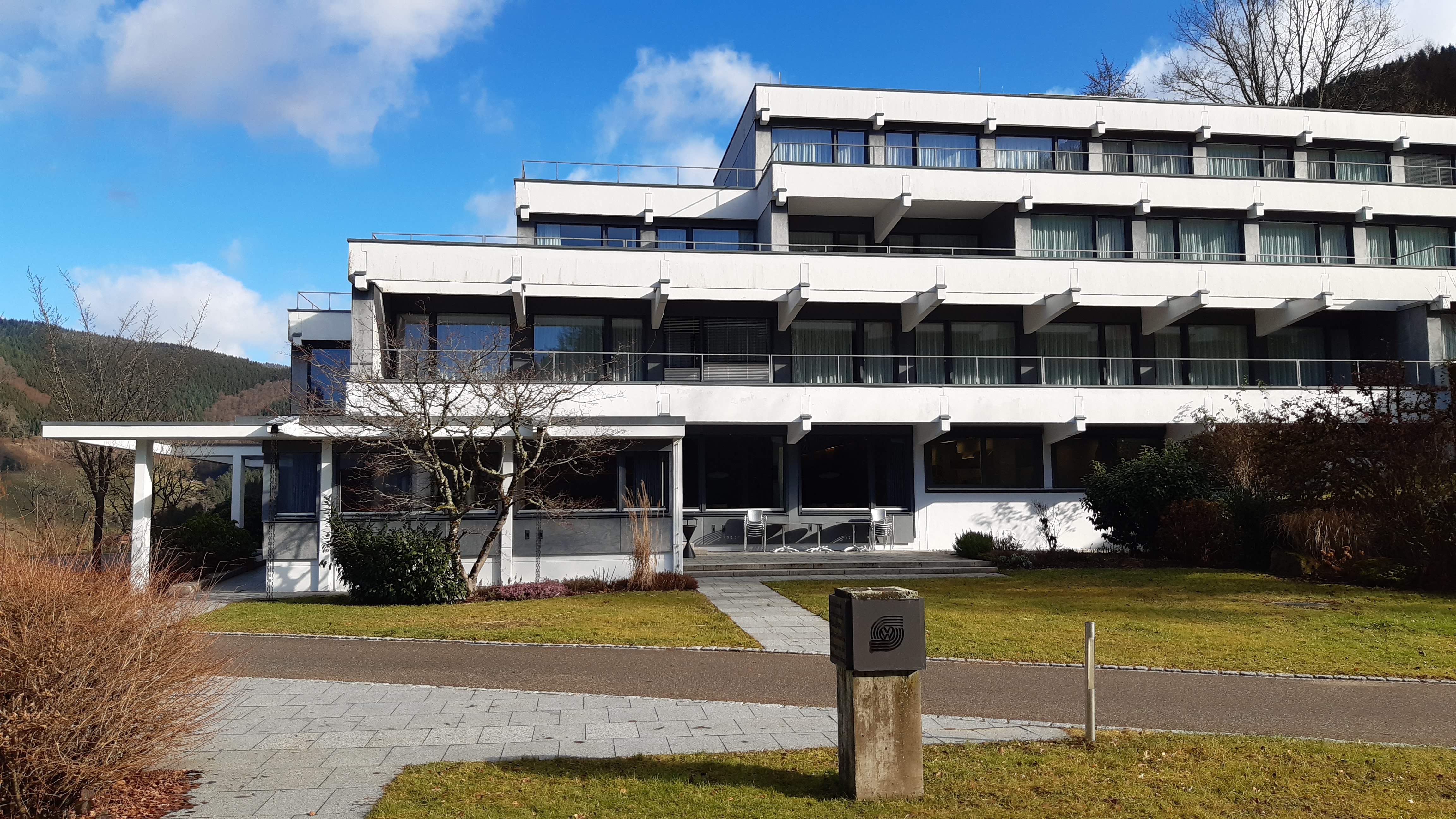
Hauptgebäude mit Restaurant und Gästezimmern

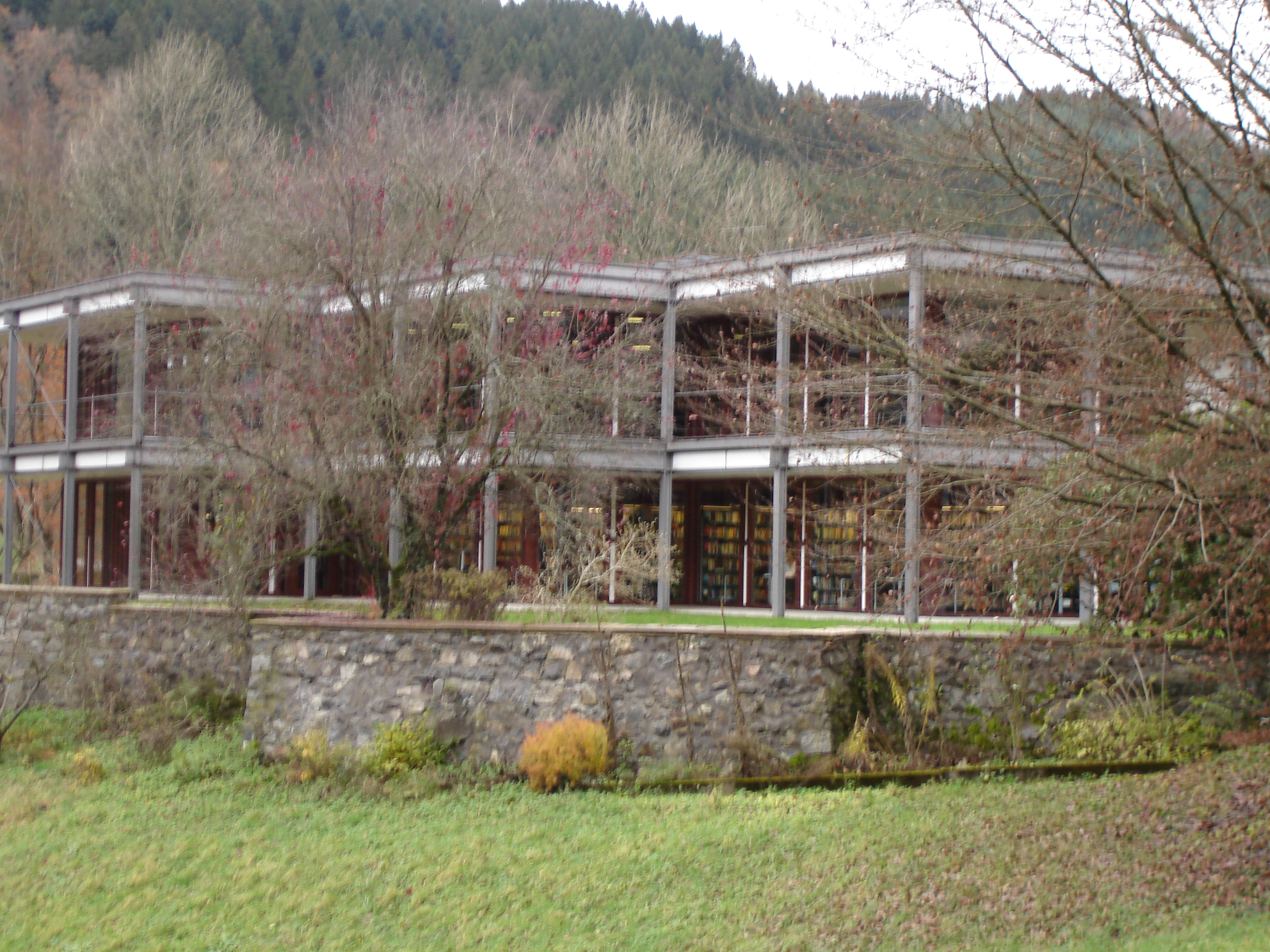
Bibliothek mit Seminarräumen

Das Mathematische Forschungsinstitut Oberwolfach (MFO) organisiert und fördert mathematische Forschung, internationale wissenschaftliche Zusammenarbeit sowie Fortbildungen in der Mathematik und ihren Grenzgebieten. Es ist seit 2005 Mitglied der Leibniz-Gemeinschaft und befindet sich in Oberwolfach im Schwarzwald, an einem Hang oberhalb des Flusses Wolf gelegen.
Als Gründe für die Bedeutung des Instituts als Forschungsort werden zumeist die exzellente Bibliothek sowie seine spezielle Lage mitten im Schwarzwald angeführt.

## Geschichte
Das Institut wurde im November 1944, kurz vor Ende des Zweiten Weltkriegs, von Wilhelm Süss, dem Vorsitzenden der Deutschen Mathematiker-Vereinigung und Rektor der Universität Freiburg, als „Reichsinstitut für Mathematik“ gegründet. Das Tagungsgebäude, der „Lorenzenhof“ im Ortsteil Walke, wurde Süss vom badischen Ministerialdirektor Karl Gärtner zur Verfügung gestellt, den Süss einige Jahre zuvor für die Ehrendoktorwürde der Universität Freiburg vorgeschlagen hatte. Den Zweiten Weltkrieg überstand es durch die Initiative des Mathematikers John Todd, der im Auftrag einer britischen Militärmission in Deutschland unterwegs war und die Gefahr einer Plünderung durch Besatzungstruppen abwehrte. Nach dem Krieg leitete Süss das Institut bis zu seinem Tod im Jahr 1958. Gemeinsam mit seinem Münsteraner Kollegen Heinrich Behnke gelang es ihm, das MFO international bekannt und bedeutend zu machen. Auch nach Süss’ Tod wurde das Institut weiter von in Freiburg tätigen Wissenschaftlern geleitet; erst Matthias Kreck, der 1994 Direktor des MFO wurde, war nicht in Freiburg ansässig. 2013 übernahm der Tübinger Mathematikprofessor Gerhard Huisken die Leitung des Instituts.
1967 wurde ein neues Gästehaus errichtet, 1975 eine neue Bibliothek und Hörsaalgebäude, beides aus Mitteln der Volkswagenstiftung. 1989 wurde eine Erweiterung des Gästehauses eingeweiht, 2007 eine Erweiterung der Bibliothek aus Mitteln der Klaus Tschira Stiftung und der Volkswagen-Stiftung.
Wichtige Schritte zum Beweis des Großen Fermatschen Satzes fanden ihren Ursprung in Oberwolfach, als Gerhard Frey in einem Vortrag eine Idee zur Verbindung des fermatschen Satzes mit der Taniyama-Shimura-Vermutung darlegte, die von Ken Ribet aufgegriffen wurde.
Alle drei Jahre wird seit 1991 der Oberwolfach-Preis an junge europäische Nachwuchsmathematiker vergeben.
Direktoren:
- 1944–1958: Wilhelm Süss
- 1958–1959: Hellmuth Kneser
- 1959–1963: Theodor Schneider
- 1963–1994: Martin Barner
- 1994–2002: Matthias Kreck
- 2002–2013: Gert-Martin Greuel
- seit 2013: Gerhard Huisken

## Rechtsform und Finanzierung

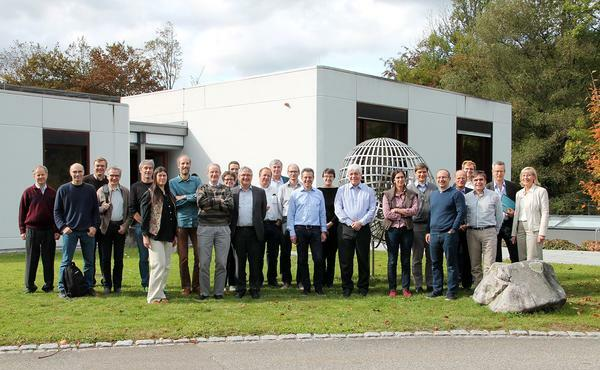
Wissenschaftliche Kommission der GMF 2016. Von links: Christian Lubich, Xavier Tolsa, Andreas B. Thom, Bernard Leclerc, Jean Bertoin, Annette Huber-Klawitter, Martin Hairer, Gérard Laumon, Catharina Stroppel, Rupert Klein, Stephan Klaus, Bas Edixhoven, Joachim Schwermer, Bernd Siebert, Tristan Rivière, Monique Laurent, Gerhard Huisken, Nalini Anantharaman, Felix Otto, Philippe Michel, Dietmar Kröner, Enno Mammen, Endre Süli, Günter M. Ziegler, Ursula Gather.

Seit 2005 ist das MFO eine gemeinnützige GmbH mit der Gesellschaft für Mathematische Forschung e. V. (GMF) als einziger Gesellschafterin. Die GMF ist Eigentümerin des Grundstücks und der Gebäude des MFO.
Als Mitglied der Leibniz-Gemeinschaft wird das MFO zu großen Teilen aus dem Etat des Bundesministeriums für Bildung und Forschung sowie vom Land Baden-Württemberg finanziert. Ein substantieller Anteil stammt jedoch auch aus Spendengeldern des „Vereins zur Förderung des Mathematischen Forschungsinstituts Oberwolfach“ sowie der „Oberwolfach Stiftung“. Darüber hinaus wird das Institut von zahlreichen weiteren Organisationen finanziell unterstützt, beispielsweise von der Volkswagenstiftung, der Klaus Tschira Stiftung, der Carl Friedrich von Siemens Stiftung und der Deutschen Forschungsgemeinschaft.

## Tätigkeitsbereiche und Arbeitsweise
Das wissenschaftliche Programm des MFO umfasst die gesamte Bandbreite der Mathematik, einschließlich ihrer Anwendungen in den Naturwissenschaften und der Technik. Den Hauptteil der Forschung leisten Gastwissenschaftler aus aller Welt. Pro Jahr besuchen etwa 2500 Mathematiker das MFO und nutzen im Rahmen verschiedener Programme die Infrastruktur des Instituts zur gemeinsamen und individuellen Forschung. Mehr als 70 % der Gastforscher kommen aus dem Ausland. Der größte Teil von ihnen nutzt die wöchentlich wechselnden Workshops, um neueste Ergebnisse vorzustellen und mit anderen darüber zu diskutieren. Zu den Workshops lädt der Institutsdirektor jeweils bis zu 50 internationale Experten eines bestimmten Forschungsgebiets ein. Zusätzlich gibt es sogenannte Mini-Workshops, zu denen jeweils circa 15 Personen eingeladen werden. Sie dienen dazu, fokussiert an einem bestimmten mathematischen Problem zu arbeiten. Die Ergebnisse der Workshops werden in der Buchreihe Oberwolfach Reports veröffentlicht. Viermal pro Jahr erscheint ein neuer Band.
Auch längerfristige Aufenthalte am Institut sind möglich. Im Rahmen des „Research in Pairs“ Programms können Wissenschaftler in Kleingruppen bis zu einem Monat am Institut zusammenarbeiten. Speziell für Postdoktoranden bietet das MFO das „Oberwolfach Leibniz Fellows“ Programm an, mit der Möglichkeit, bis zu drei Monate vor Ort an einem individuellen Projekt zu forschen.
Neben den rein forschungsorientierten Programmen bietet das MFO verschiedene Fortbildungsveranstaltungen an. Zweimal im Jahr finden sogenannte Arbeitsgemeinschaften statt, in denen neueste Forschungsergebnisse zu einem bestimmten Thema erläutert werden. Darüber hinaus werden Fortbildungsseminare für Doktoranden und Postdoktoranden angeboten („Oberwolfach Seminars“). Ihr Ziel ist es, Nachwuchswissenschaftler durch führende Experten in ein aktuelles Forschungsgebiet einzuführen. Außerdem führt das MFO spezielle Trainingswochen für Mathematiklehrer in Baden-Württemberg durch. Das Abschlussseminar, in dem die deutsche Mannschaft für die Internationale Mathematik-Olympiade vorbereitet wird, findet ebenfalls in Oberwolfach statt.